# هاسلبک

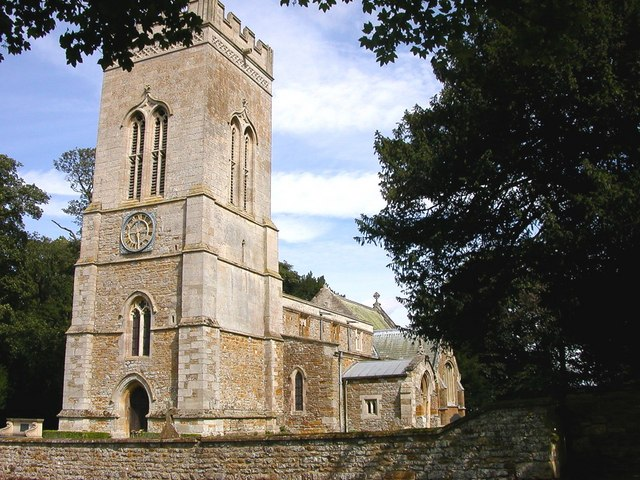
منطقه مسکونی در بریتانیا

هاسلبک (به انگلیسی: Haselbech) یک روستا و محله مدنی در بریتانیا است که در Daventry واقع شده‌است. هاسلبک ۸۷ نفر جمعیت دارد.